# Ròhirrim
Els ròhirrim formen part dels personatges i criatures de l'univers fictici de l'escriptor britànic J.R.R. Tolkien de la novel·la El Senyor dels Anells. És el nom que donaven a Góndor als Senyors dels Cavalls, els homes de Ròhan. És un terme sindarin, compost per les paraules roch + hîr (senyor i amo). L'arrel roch significa cavall i la paraula rim significa poble. Ells, però, s'autoanomenen eorlingues: els homes de la casa d'Éorl, ja que descendien d'Éorl el Jove.

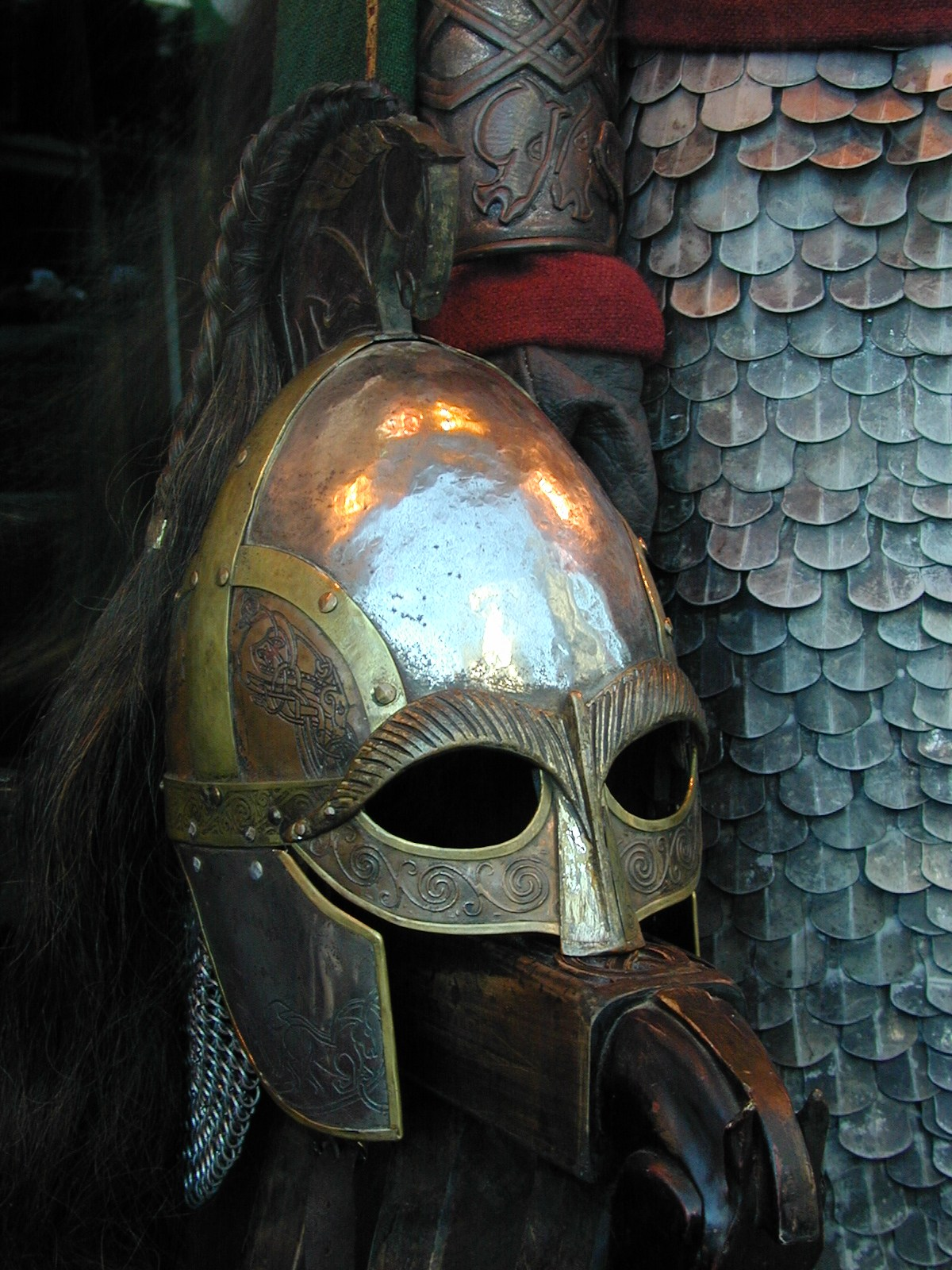
Casc ròhir en la trilogia cinematogràfica dEl Senyor dels Anells.

Els ròhirrim són descendents directes dels éothéod, aquells homes del nord que habitaren, primer a les Valls de l'Ànduin, entre La Carroca i els Camps Gladis i després a les Altes Valls de l'Ànduin als segles XIX i XXV de la Tercera Edat. En virtut de l'ajut al regne de Góndor després de la Batalla dels Camps de Celebrant, el Senescal Círion els atorgà la terra de Calenàrdhon perquè hi habitessin, conformant el Regne de Ròhan.
Aquest poble va participar en moltes batalles de finals de la Tercera Edat, però principalment en la Guerra de l'Anell. Les principals van ser la batalla de la Gorja d'en Helm i la batalla dels Camps de Pelènnor, on van enfrontar-se a les forces d'en Sàruman i d'en Sàuron respectivament.